# Apple IIGS
Az Apple IIGS asztali számítógépet az Apple gyárotta és forgalmazta 1986 szeptembere és 1992 decembere között 75 hónapon keresztül. Az Apple IIGS egyike volt azoknak a számítógépeknek, amelyek az Apple nevet viselték.

## Története

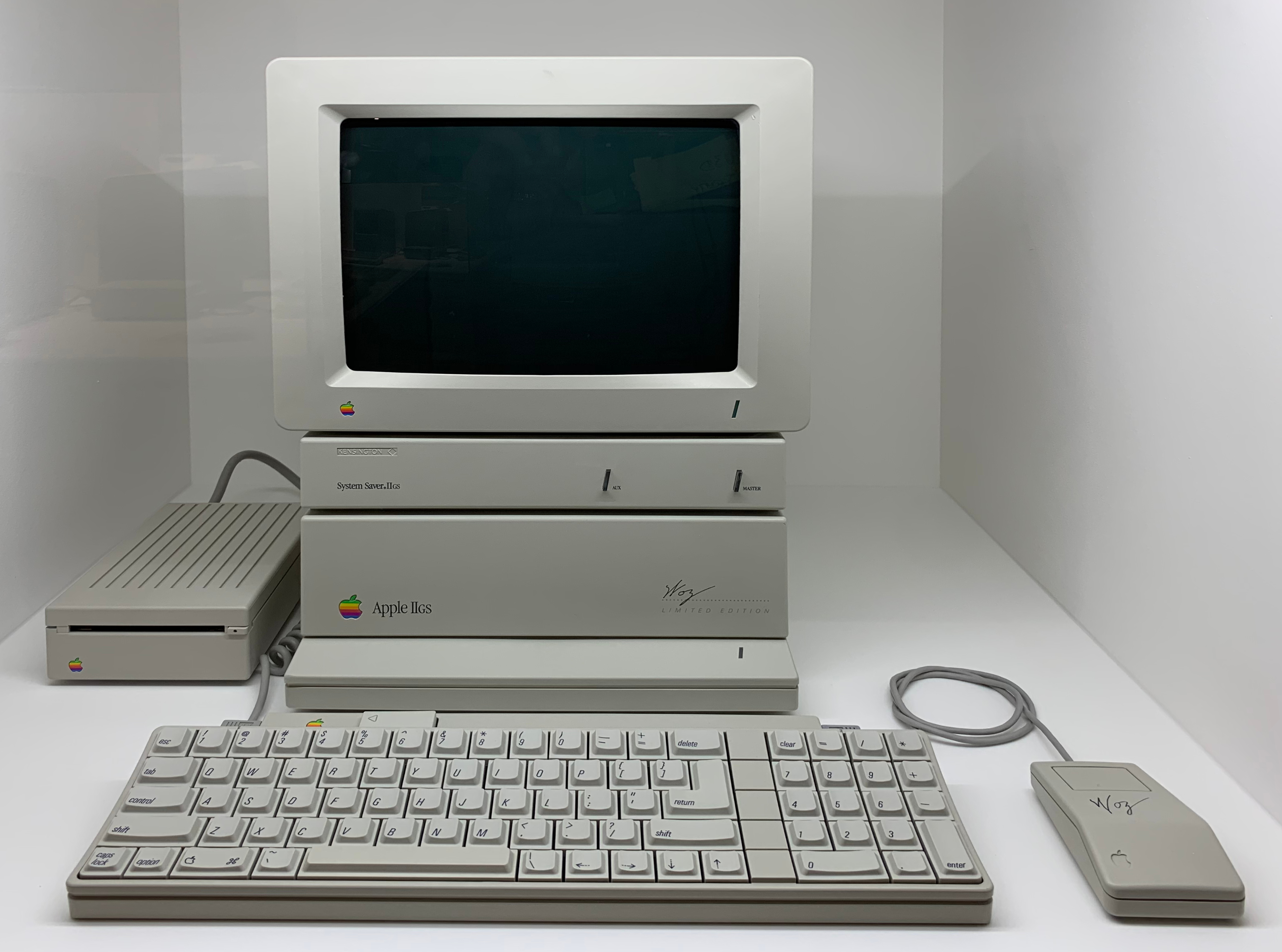
Apple IIGS a prágai Apple Múzeumban. Wozniak gravírozott aláírása a gép házának jobb oldalán látható

1986. szeptember 15-én mutatta be az Apple az Apple IIGS számítógépet, ahol a „GS” a Graphics and Sound (grafika és hang) rövidítése. A gép alapára 1000 dollár, a teljes rendszer ára 1900 dollár volt.
A meglévő Apple II vonaltól gyökeresen eltérve az IIGS valódi 16 bites mikroprocesszort, a 65C816-ot használta 2,8 MHz-en, 24 bites címzéssel. Ez lehetővé tette akár 8 MiB RAM használatát a korábbi bankváltási gondok nélkül. Bevezetett két teljesen új grafikai módot, nagyobb felbontással és 4096 elérhető színnel; azonban egyszerre csak négy (640×200 képpont felbontásnál) vagy 16 (320×200 képpont) szín használható egyetlen sorban. Az Apple IIGS minden korábbi vagy későbbi Apple II modell közül kiemelkedett, a gép a számítástechnika következő generációjának előfutárává vált, miközben továbbra is megőrizte a szinte teljes visszamenőleges kompatibilitást. Az Apple IIGS kompatibilitásának titka egyetlen Mega II nevű chip volt, amely egy teljes Apple IIe számítógép funkcionális megfelelőjét tartalmazta processzor nélkül. Ez a 65C816 processzor hibátlan 65C02 emulációs módjával kombinálva teljes támogatást biztosított a régebbi szoftverekhez. A számítógép 32 csatornás Ensoniq 5503 hullámtábla szintézist és mintavételezett hangokat alkalmazó zenei szintetizátor chipet is tartalmazott, 64 KiB dedikált RAM-mal, 256 KiB szabványos RAM-mal, beépített periféria portokkal. Megjelent a beépített AppleTalk hálózat és egy ROM eszköztár, amely támogatta a Macintosh eszköztárból dolgozó grafikus felhasználói felületet.
A számítógépen futottak a meglévő 8 bites Apple II szoftverek (beleértve a legelső Apple II számítógépen Integer BASIC-ben írt szoftvereket is), de támogatta a 16 bites szoftvereket is, amelyek egy új operációs rendszer alatt futnak, amit először ProDOS 16-nak, majd később GS/OS-nek neveztek. (Az egyik meghatározó szoftver a WordPerfect volt, ezt 180 dollárért lehetett megvásárolni az Apple IIgs-hez.) Az új operációs rendszer része volt a Finder alkalmazás, amely lemezek és fájlok kezelésére, dokumentumok és alkalmazások megnyitására használható, valamint asztali tartozékok – akárcsak a mai (2023) Macintoshok. A 16 bites operációs rendszer automatikusan átvált a szöveges megjelenítésre, és 8 bites módra a régi szoftverek futtatásához, miközben konzisztens, Macintosh-szerű grafikus felületet kínált a natív 16 bites alkalmazásokhoz. Végül az IIGS képessé vált Macintosh lemezek olvasására és írására, TrueType betűkészlet-formátum támogatására. Az első 50 000 Apple IIGS számítógép elülső részén Steve Wozniak beceneve, a "Woz" került, ezért a rajongók máig "Woz Limited Edition" néven emlegették ezeket a számítógépeket.
1987. december 30-ig 340 000 Apple IIgs számítógépet adtak el, a GS gyártása 1992 decemberében ért véget.

## Technikai leírás
A bézs színű gép súlya 3,96 kg, magassága 117 mm, szélessége: 284 mm és mélysége 347 mm volt. Az Apple IIGS számítógépet egymagos 2,8 MHz-es WDC 65C816  processzor vezérelte, az 1 MHz-en működő rendszerbusz 16-bites architektúrát szolgált ki.   A gépet Apple ProDOS 16 vagy GS/OS operációs rendszerrel és Applesoft BASIC firmware-rel szállította az Apple. A gép bemutatásakor az alapkiépítésben 256 KiB memóriát tartalmazott, maximálisan 8,125 MiB kezelésére volt képes a gyári specifikáció szerint, a bővítéshez 1 hely (slot) állt rendelkezésre. A gépet 128/256 KiB kapacitású ROM-mal szerelték. A számítógépnek nem volt saját kijelzője. Külső megjelenítő csatlakoztatására szolgált egy RCA és egy DB–15 csatlakozó, a külső megjelenítőn 320x200 @256, ((16 színben)/sor), 640x200 @128 (@4/sor) grafikai vagy 80x24 karakteres felbontás volt elérhető. Az Apple IIGS a következő csatlakozási lehetőségeket kínálta: két mini DIN-8, egy DB-19, egy GAME I/O, egy DE-9, egy RCA, egy DB-15, egy 35 analóg jack, egy beépített hangszóró. A gép bővíthetőségét szolgálta egy 50 tűs Apple II csatlakozó.

## A számítógép technikai adatai
A táblázat nem tartalmazza az összes műszaki paramétert. Az egyes modelleknél a bemutatáskor érvényes adatokat soroljuk fel, a későbbi frissítéseket nem.
| Gépneve bemutatva kivezetve     | Méretmagasság szélesség mélység súlySzín | Processzortípus @órajel architektúra magok száma | Média | Billentyűzet | Operációs rendszer         | Memóriaalap (max.) hely ROM      | Kijelzőmérete felbontása | Grafikakimenet, képpont és szöveg felbontás                         | Csatlakozókkazetta, játék, kijelző, soros, párhuzamos, hang...                                                      | Bővíthetőség                    |
| ------------------------------- | ---------------------------------------- | ------------------------------------------------ | ----- | ------------ | -------------------------- | -------------------------------- | ------------------------ | ------------------------------------------------------------------- | --- | ------------------------------- |
| Apple IIGS1986 szept. 1992 dec. | 117 mm 284 mm 347 mm 3,96 kg Platinum    | WDC 65C816 @2,8 MHz, 16 bit 1 mag                |       |              | Apple ProDOS 16 vagy GS/OS | 256kB, (8125MB) 1 slot 128/256kB |                          | 1xRCA 1xDB–15320x200 @256 (@16/sor) 640x200 @128 (@4/sor)80x24 kar. | · 2x mini DIN-8 · 1x DB-19 · 1x GAME I/O · 1x DE-9 · 1x RCA · 1x DB-15 · 1x 35 analóg jack · 1x beépített hangszóró | · 1x 50-tűs Apple II csatlakozó |

## Az Apple számítógépek az időben
| Az Apple számítógépek idővonalon |
| --- |
| |
| A színek kezdete a bemutató időpontja, a forgalmazás több esetben is hónapokkal később kezdődött. Megeshet, hogy egy csík végét kitakarja egy másik csík eleje. Előfordul, hogy a gyártás befejezését követően még egy ideig forgalomban marad a gép adott verziója. Az egyes eszközök technikai paraméterei a MacTracker alkalmazásból származnak. A Macintosh XL azért szerepel a grafikonon, mert technikailag a Lisa 2 utóda, de a neve miatt a Compact Macintosh számítógépek közé szokás besorolni. |